# Ференц II Ракоци
Ференц II Ракоци (венг. II. Rákóczi Ferenc; 27 марта 1676, Борши, Трансильвания, ныне Борша, Словакия — 8 апреля 1735, Родосто, ныне Текирдаг, Турция) — князь Трансильвании (c 1704) и верховный князь конфедерации (c 1705); руководитель антигабсбургской национально-освободительной войны венгерского народа 1703—1711 годов.

## Происхождение и воспитание

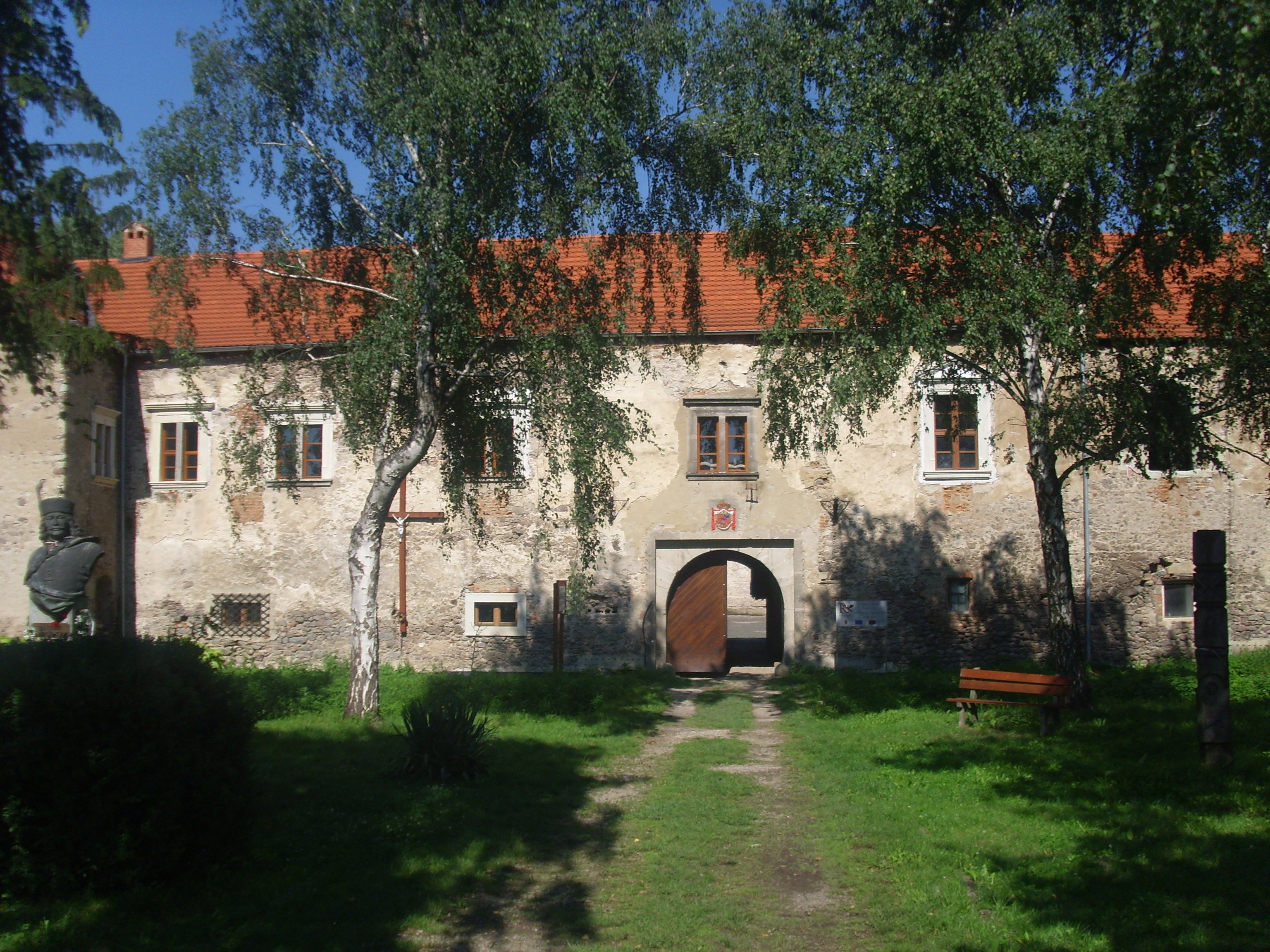
Усадьба Ракоци в Борше

Глава предпоследнего поколения магнатского рода Ракоци родился в усадьбе Борши (теперь Кошицкий край, Словакия) в семье наследного правителя Трансильвании Ференца I Ракоци (1645—1676) и Илоны Зриньи (Елены Зринской), племянницы Миклоша Зриньи (Николая Зринского). Внук трансильванского князя Дьёрдя II Ракоци и хорватского бана Петра Зринского.
Отец Ференца II умер, когда тот был ещё младенцем, поэтому австрийский императорский совет при Леопольде I добился предусмотренного завещанием Ференца I Ракоци предоставления себе прав на опеку над малолетним наследником трансильванского престола, чтобы устранить потенциальный оплот сопротивления подчинению установления власти династии Австрийских Габсбургов над Венгрией. Тем не менее, Илона Зриньи сохранила за собой опеку над сыном при верховной опеке со стороны Леопольда I.
Детство Ференца Ракоци прошло в замках Мункача, Шарошпатака и Регеца, однако после смерти бабушки Софии Батори с 1680 года семья Ракоци окончательно осела в Мукачевском замке, который позже станет оплотом повстанцев во главе с ним и к которому Ракоци питал особенно тёплые чувства на протяжении всей жизни. Воспитывался юный потомок трансильванских правителей в иезуитских школах.

## Ракоци и восстание Тёкёли
Второй муж Илоны Зриньи, «король куруцев» Имре Тёкёли, не вмешивался в воспитание её детей, занимаясь по преимуществу борьбой за сохранение суверенитета Трансильвании. Однако разгром турок под Веной в 1683 году усилил недоверие Османской империи к трансильванскому князю, и Тёкёли даже был готов отправить приёмного сына в качестве заложника в Стамбул, однако Илона Зриньи воспрепятствовала такому решению.
В 1686—1689 годах Ференц Ракоци пребывал с матерью в осаждённом австрийскими войсками Мукачеве. Хотя первоначально Илоне Зриньи удавалось стойко оборонять замок, но к 1689 году силы его защитников иссякли, и после капитуляции она с детьми была отправлена в Вену, которую они могли покидать только с позволения императора. После подписания Карловицкого мирного договора (26.01.1699) Тёкёли и Зриньи были высланы из страны, а сам юный Ракоци остался при императоре.
С 1692 года Ференц II Ракоци был ишпаном (управляющим) Шарошского комитата. В это время остатки поддерживавших Тёкёли крестьян подняли новое восстание и даже завладели крепостями Токая, Патака и Уйхея. Тем не менее, сам ишпан не одобрил неорганизованности стихийного крестьянского движения и был вынужден поспешно выехать в Вену, чтобы опровергнуть сомнения в его лояльности к императорскому двору. Тем не менее, на самом деле, Ракоци пришёл к выводу о необходимости восстановления суверенитета независимого Венгерского королевства, прекратившего своё  существование в 1526 году после поражения венгров в битве при Мохаче, и стал подумывать об организации вооружённого выступления против Габсбургов. С этой целью он заручился полной поддержкой просвещённого землевладельца Миклоша Берчени, третьего по размерам своих владений феодала страны, чьи наделы граничили с землями Ракоци и включали город Ужгород (Унгвар).

## Национально-освободительная война

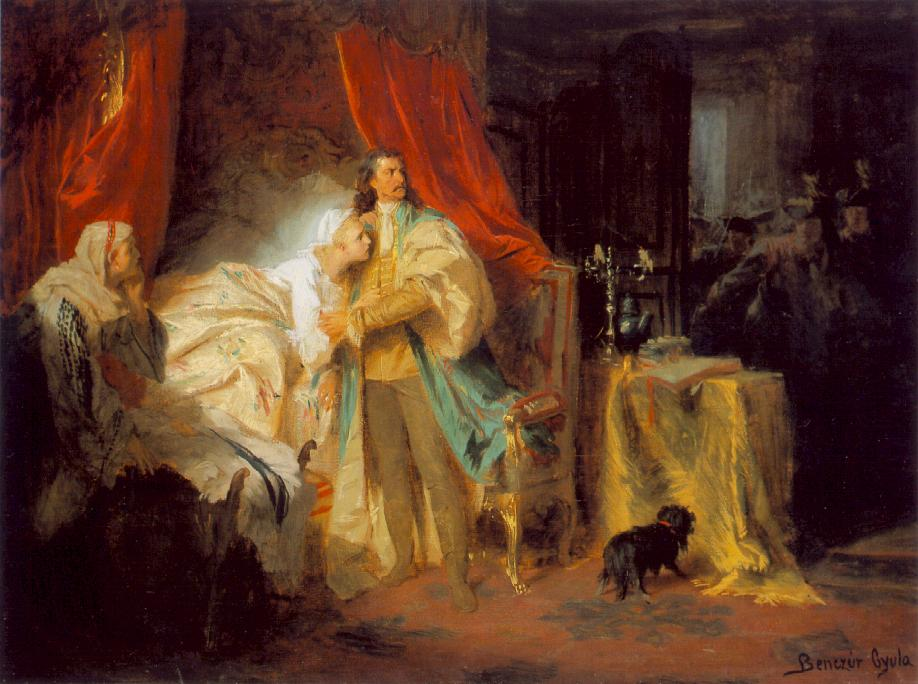
Прощание Ракоци с супругой перед побегом. Картина Дьюлы Бенцура (1869)

Накануне Войны за испанское наследство в 1697 году Ференц Ракоци уже был среди участников антиавстрийского заговора, поддерживая контакты с французским королём Людовиком XIV, который готовился к военному конфликту с Австрией. После раскрытия заговора благодаря перехвату австрийским шпионом переписки между Ракоци и французами молодой венгерский аристократ 18 апреля 1700 года был заключён австрийскими властями в крепости Винер-Нойштадт (венг. Бечуйхей) неподалёку от Вены. Ракоци грозила неминуемая казнь, однако в 1701 году его жена подкупила стражей, и под видом драгуна ему удалось бежать в Польшу, где он встретился с Берчени и представителями Франции.

В 1703 году большинство австрийских войск было отведено из Венгрии и Трансильвании для участия в Войне за испанское наследство, и в окрестностях Мукачева собралась новая армия повстанцев-куруцев, набранная преимущественно из венгерских и русинских крестьян Закарпатья, требовавших ликвидации феодального и иноземного гнёта. Куруцы обратились за помощью к Ференцу II Ракоци, и на этот раз тот согласился возглавить крестьянское восстание в силу благоприятной внешнеполитической ситуации. Сочтя момент подходящим для начала борьбы за свободу, Ференц II Ракоци возвратился в северо-восточную Венгрию, где 7 июня 1703 года призвал к восстанию против правления Габсбургов. 

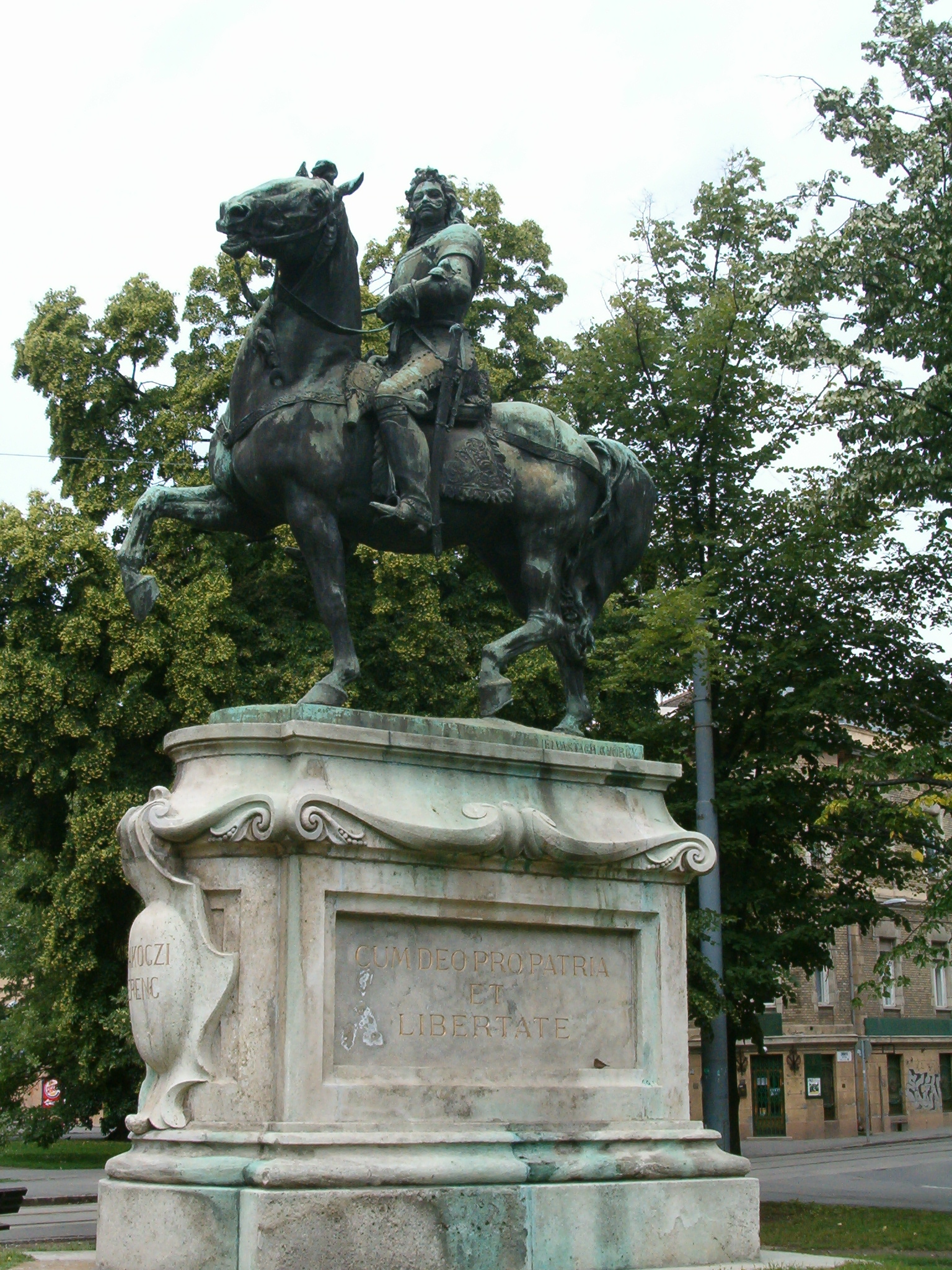
Конная статуя Ракоци на площади Мучеников Арада в Сегеде (1912).

В минимальные сроки Ференцу II Ракоци удалось создать регулярную армию, основанную на базе сил восставших против своих господ крестьян (практически вся венгерская знать отказалась поддержать Ракоци). У Лавочного к силам повстанцев присоединились (15 июня) трёхтысячные части Тамаша Эсе, а вскоре их силы пополнились 600 отборными польскими наёмниками под командованием Берчени. К войску также постепенно присоединялись значительные силы крестьян, и к сентябрю 1703 года вся Венгрия до Дуная была освобождена от австрийцев. На освобождённых территориях Ракоци оказывал содействие развитию экономической жизни, особенно ремесла и торговли.
Однако в 1704 году при баварском Хёхштедте (Гохштедте) австрийцам и англичанам удалось победить силы французов и баварцев, что позволило бросить против венгерских повстанцев новые силы лабанцев. Несмотря на вызванное этим событием сокращение французской финансовой помощи, до июля 1704 года поддержка славянского и румынского населения позволила борцам за независимость Венгрии освободить от габсбургских войск всю Трансильванию, а до декабря 1705 года — весь Задунайский край. Более того, под влиянием военных успехов повстанцев к ним примкнула значительная часть дворянства, не разделявшая социальных требований куруцев, но также недовольная нахождением на венгерском престоле чужеземца. При поддержке знати в 1704 году Ракоци был избран князем восстановленного княжества Трансильвания.
В сентябре 1705 года сословное Национальное (Государственное) собрание в ноградском городке Сечень (венг. szécsényi országgyűlés) отказалось признать императора Иосифа I венгерским королём, провозгласив взамен создание конфедерации во главе с Ференцем II Ракоци для восстановления независимости страны. Одновременно учреждался и новый государственный аппарат для восстановленного Венгерского государства: были созданы органы исполнительной власти — Сенат и Экономический совет, — а также регулярная армия Венгрии.
Государственное собрание в Оноде 13 июня 1707 года утвердило предложенный Ференцем Ракоци закон о детронизации Габсбургов с венгерского престола. Так как Франция была не в состоянии оказывать систематическую помощь сражающейся Венгрии, в дипломатическом арсенале Ференца Ракоци оставалось лишь одно дружественно настроенное по отношению к венгерскому национально-освободительному движению государство — Россия. В сентябре 1707 года представителями Ракоци был подписан тайный договор с послами Петра I Великого, и страны обменялись послами; в Венгрию приезжал с дипломатической миссией российский дипломат Емельян Украинцев.Однако военно-политический союз между Венгрией и Россией остался не реализованным на практике: вторжение Карла XII на территорию Речи Посполитой и Российского государства сковало все силы Петра I на полях боёв Северной войны.

## Конец войны и капитуляция

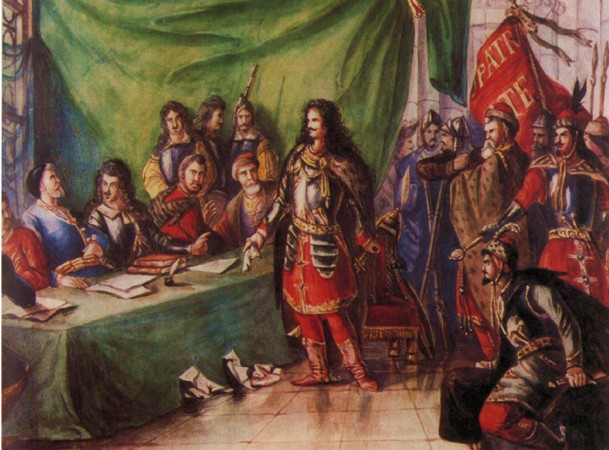
Ференц Ракоци подписывает капитуляцию в Сатмаре. Худ. Мор Тан (1846)

Кроме всего прочего, после 1707 года ослабела и база поддержки движения куруцев внутри страны: несмотря на принятие Национальным собранием в декабре 1708 года закона об освобождении от крепостной зависимости участников освободительной войны, крестьянство снизило активность своего участия в борьбе за независимость. В сражении у словацкого города Тренчин (03.08.1708) Ференц Ракоци был серьёзно ранен при падении с лошади. Считая, что их предводитель мёртв, куруцы обратились в бегство. Столь серьёзное поражение в сражении с габсбургскими войсками, а также последовавшая победа лабанцев в январе 1710 года у Ромханя заставили Ракоци отвести свои силы на северо-восток, к Сатмару и Мункачу, где он пользовался сильнейшей поддержкой.
Не доверяя заверениям императорского посланника Яноша Палфи о предстоящей амнистии, Ференц Ракоци 21 февраля 1711 года покинул страну и направился в Польшу, стремясь добиться помощи от России и Франции и поручив верховное главнокомандование венгерскими войсками барону Шандору Каройи. Незадолго до этого (после отречения Августа II) Ракоци даже выдвигал свою кандидатуру на престол Речи Посполитой.
Поскольку дворянство склонялось к компромиссу с Габсбургами, главнокомандующий повстанческой армией Каройи без согласия Ракоци вступил в тайные переговоры с командующим австрийскими войсками графом Палфи, окончившиеся подписанием 30 апреля 1711 года в Сатмаре (ныне — Сату-Маре в Румынии) мирного договора. Через два дня, 1 мая 1711 года основные силы куруцев численностью 12000 человек капитулировали на Надьмайтенском поле у Сатмара. Несмотря на официальную капитуляцию, защитники последней из находившихся под контролем куруцев крепостей — Мукачевского замка в Закарпатье — оборонялись вплоть до сдачи крепости габсбургским войскам 22 июня 1711 года.

## Эмиграция и смерть

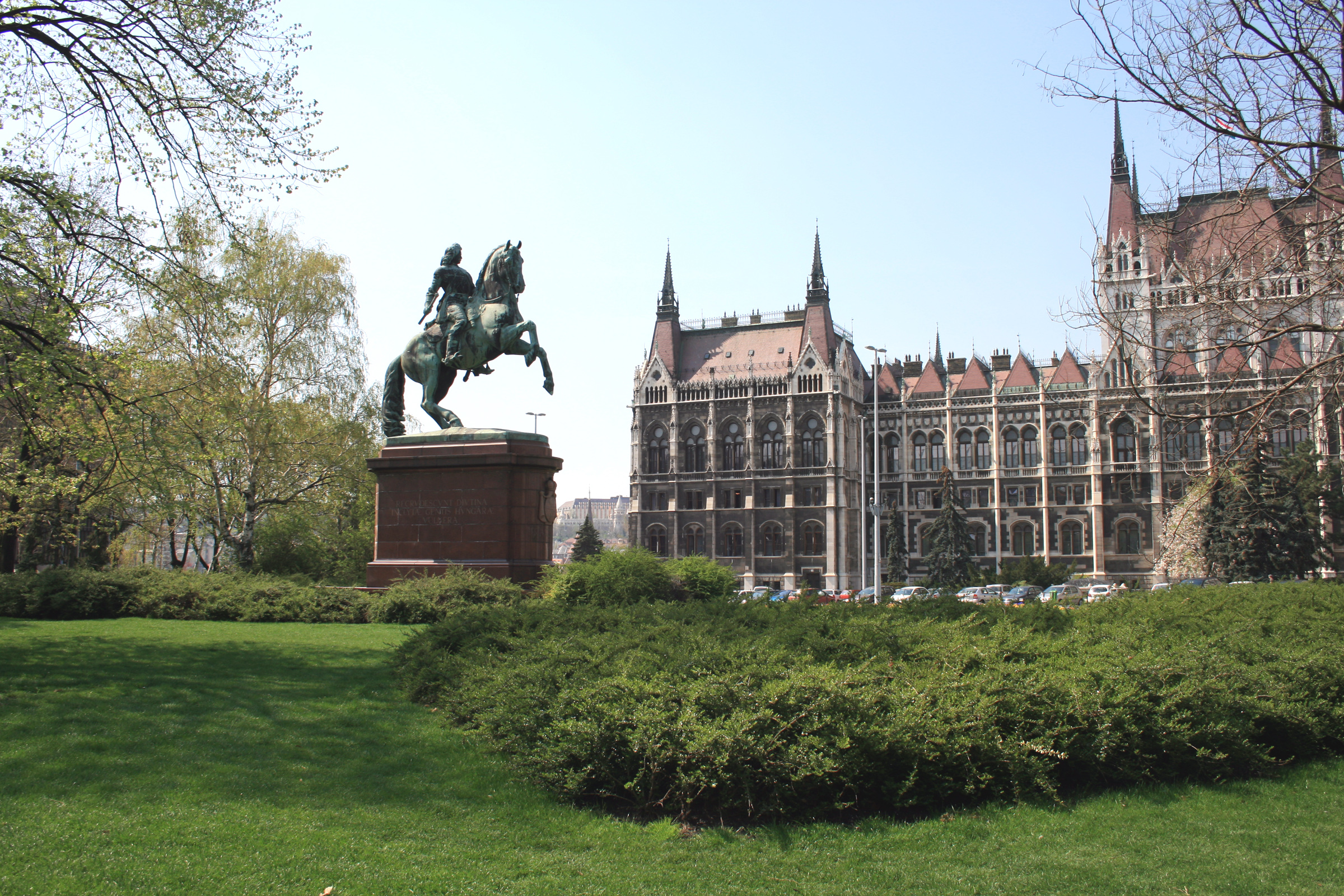
Памятник Ракоци у здания венгерского парламента в Будапеште

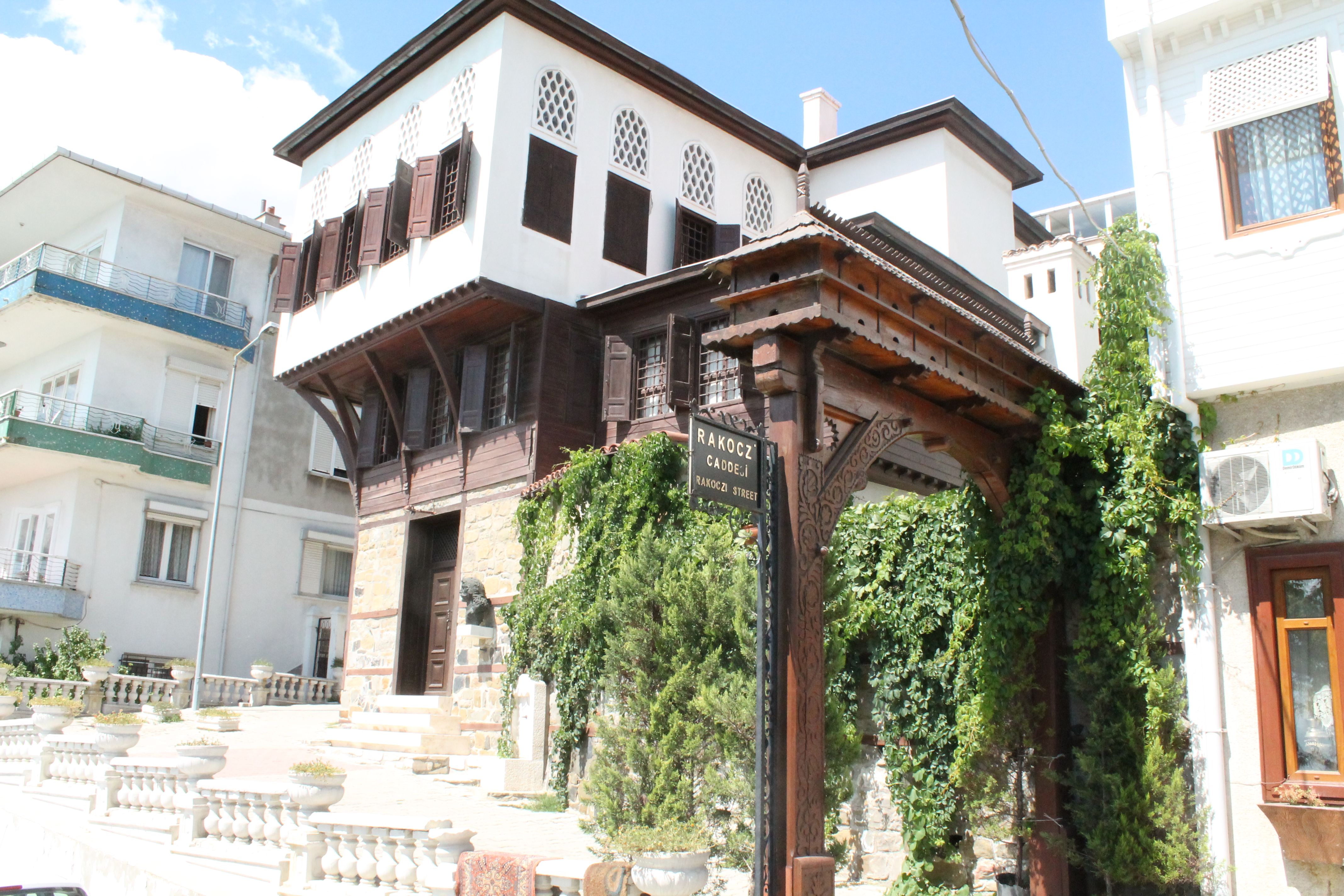
Дом-музей Ференца Ракоци в Текирдаге

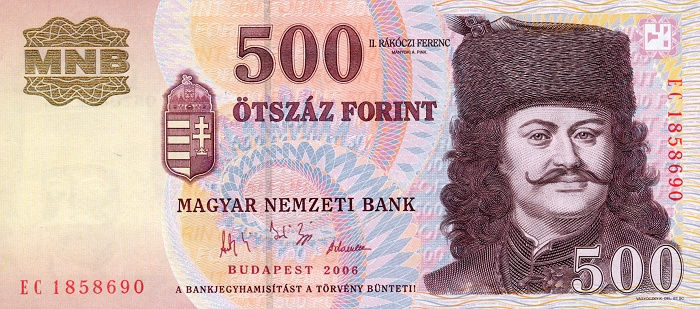

До ноября 1712 года Ференц Ракоци скрывался в Данциге под именем графа Шароши. Недолгое время он находился в Российском государстве, надеясь на военную поддержку Петра I, затем выехал в Англию, но не был допущен королевой в страну, поэтому с 1712 года находился при версальском дворе своего союзника Людовика XIV, а 10 октября 1717 года высадился в Галлиполи на турецком побережье с целью поселиться в Стамбуле.
Ракоци пытался с помощью Османской империи восстановить свою власть в Трансильвании, но череда побед Евгения Савойского и заключение австрийско-турецкого договора (1718) перечеркнуло надежды Ракоци. Вместе с верными ему куруцами он поселился в приморском городе Родошто (совр.  Текирдаг).
В Турции князь Ракоци работал над своими мемуарами о венгерской войне. Жизнь Ракоци и его приближённых в изгнании отражена в «Письмах из Турции», составленных верным камергером и душеприказчиком князя Келеменом Микешем. Переводчиком и секретарём Ракоци в Турции был Ибрахим Мутеферрика — мусульманин венгерского происхождения, первопечатник исламского мира.
Ференц II Ракоци умер в Родошто 8 апреля 1735 года. В начале XX века его прах был перенесён на родину и захоронен в Кошице (в то время - город Кашша, территория венгерской части Австро-Венгрии), в крипте готического собора Святой Елизаветы, рядом с прахом матери Ференца, Илоны Зриньи.
В браке с Шарлоттой Амалией Гессен-Ванфридской (1679—1722), дочерью ландграфа Карла из владетельного Гессенского дома, Ференц II имел дочь Шарлотту (род. и ум. в 1700) и трёх сыновей: Леопольда (1696—1700), Иосифа (1700—1738) и Дьёрдя (1701—1756). За организацию побега мужа в 1701 году Шарлотта Амалия подверглась опале и была разлучена с детьми, которые воспитывались при венском дворе. Жила на широкую ногу вдали от мужа, в Варшаве и Петербурге.

## Память
Ракоци — историческая личность, национальный герой венгров, о котором с симпатией вспоминают и по сей день. Ракоци и его борьба за свободу оказали большое влияние на народную музыку, им посвящено немало народных песен, называемых куруцскими, например, "Печаль Ракоци", "Песня о Ракоци", "Хей! Ракоци! Берчени!".
В 2015 году венгерский парламент объявил 27 марта - день рождения Ференца Ракоци - днем памяти о князе.
2019 год по решению венгерского парламента был объявлен годом Ракоци в ознаменование 315-летия восшествия его на княжеский престол 8 июля 1704 года.
Мнение о Ракоци в словацкой среде в последнее время стало частично отрицательным. Одной из причин является акцентирование трагического эпизода национального собрания в  Оноде, в ходе которого был убиты противники решения о детронизации Габсбургов, два словацких делегата от области Турьец. В этой связи в 2013 году прежний архиепископ Кошицкий призывал к тому, чтобы прах Ракоци был перенесён в Венгрию.

### Населённые пункты, учреждения, улицы
В Венгрии имя Ракоци упоминается в названиях трёх населённых пунктов (Ракоцифалва, Ракоциуйфалу и Ракоцибанья). Во многих городах в его честь установлены памятники.
Имя Ракоци носят общественные места, учреждения, улицы, площади. Известные улицы центральных районов Будапешта — Ракоци ут (VII и VIII районы) и Ракоци тер (VIII район) названы в честь князя, также имя Ракоци носят улицы других районов столицы; практически в каждом венгерском населённом пункте есть улица Ракоци.
В 2009 году именем Ракоци был назван проспект в Текирдаге, на котором расположен дом-музей Ракоци.

### Денежные знаки
Ракоци — один из тех немногих знаменитых людей, чей портрет размещён на венгерских денежных знаках. Примечательно, что изображение Ракоци неизменно присутствует на венгерских монетах и купюрах уже почти сто лет вне зависимости от политических реалий (монеты и купюры 1935, 1952, 1998 и 2018 года выпуска).

### Марш Ракоци
Имя Ракоци носит знаменитое музыкальное произведение, автором которого парадоксальным образом является дирижер австрийского 32-го пехотного полка Императорско-Королевской армии Николаус Шолль, использовавший мотивы инструментальной и песенной версий народной "Песни о Ракоци". Марш был написан для фортепиано (в две или четыре руки) и опубликован в Вене в 1820 году; состоит из двух частей: основной части и трио. Марш исполняется в обработках Гектора Берлиоза и Ференца Листа, наиболее известна обработка Берлиоза.
Авторство марша, однако, оспаривают некоторые источники: согласно им, предполагаемым автором музыки является Янош Бихари, произведение было изначально написано им для скрипки и переработано для фортепиано в 1840 году венгерским композитором Ференцем Эркелем.